# Stabkirche Kvernes

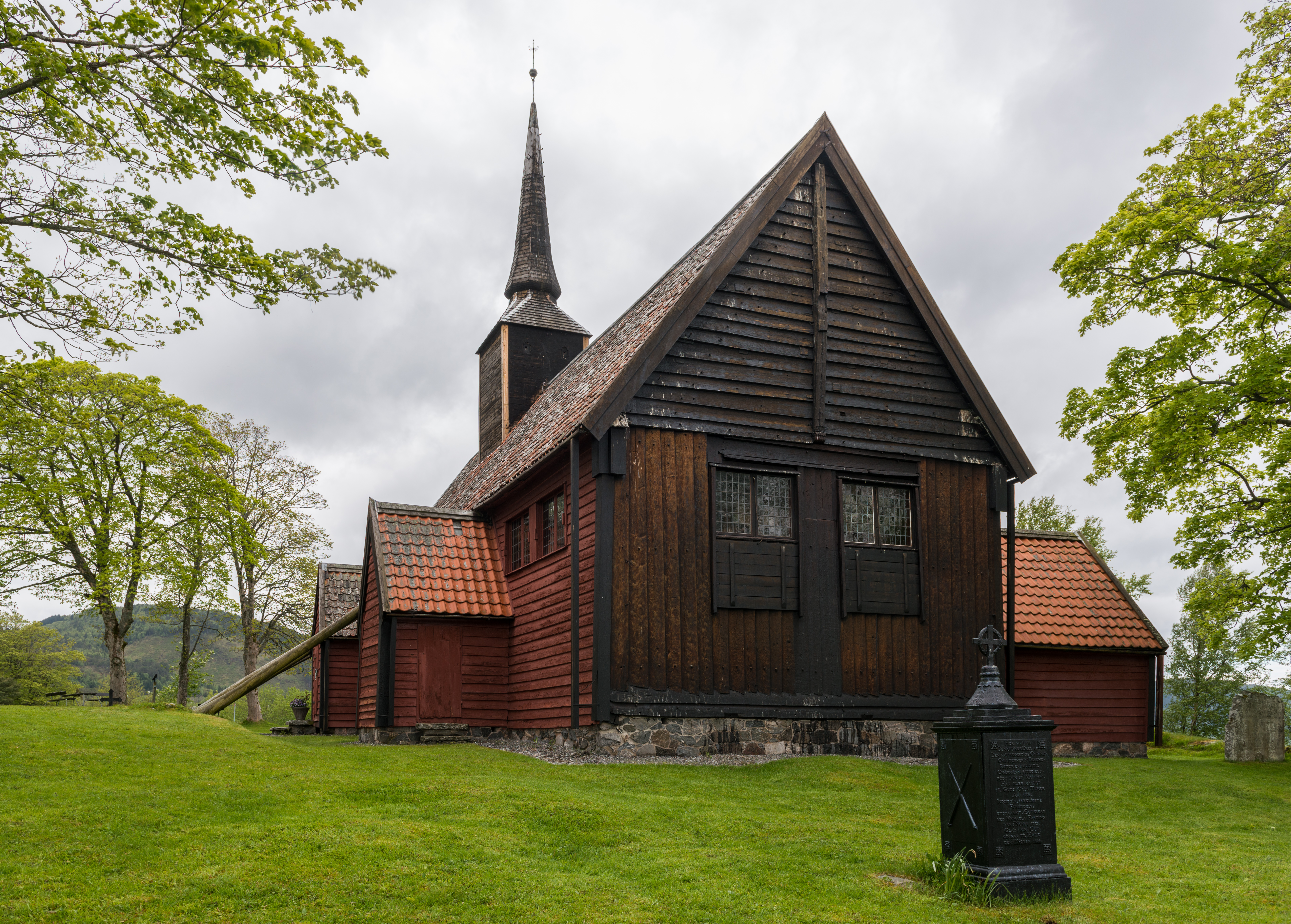
Stabkirche Kvernes

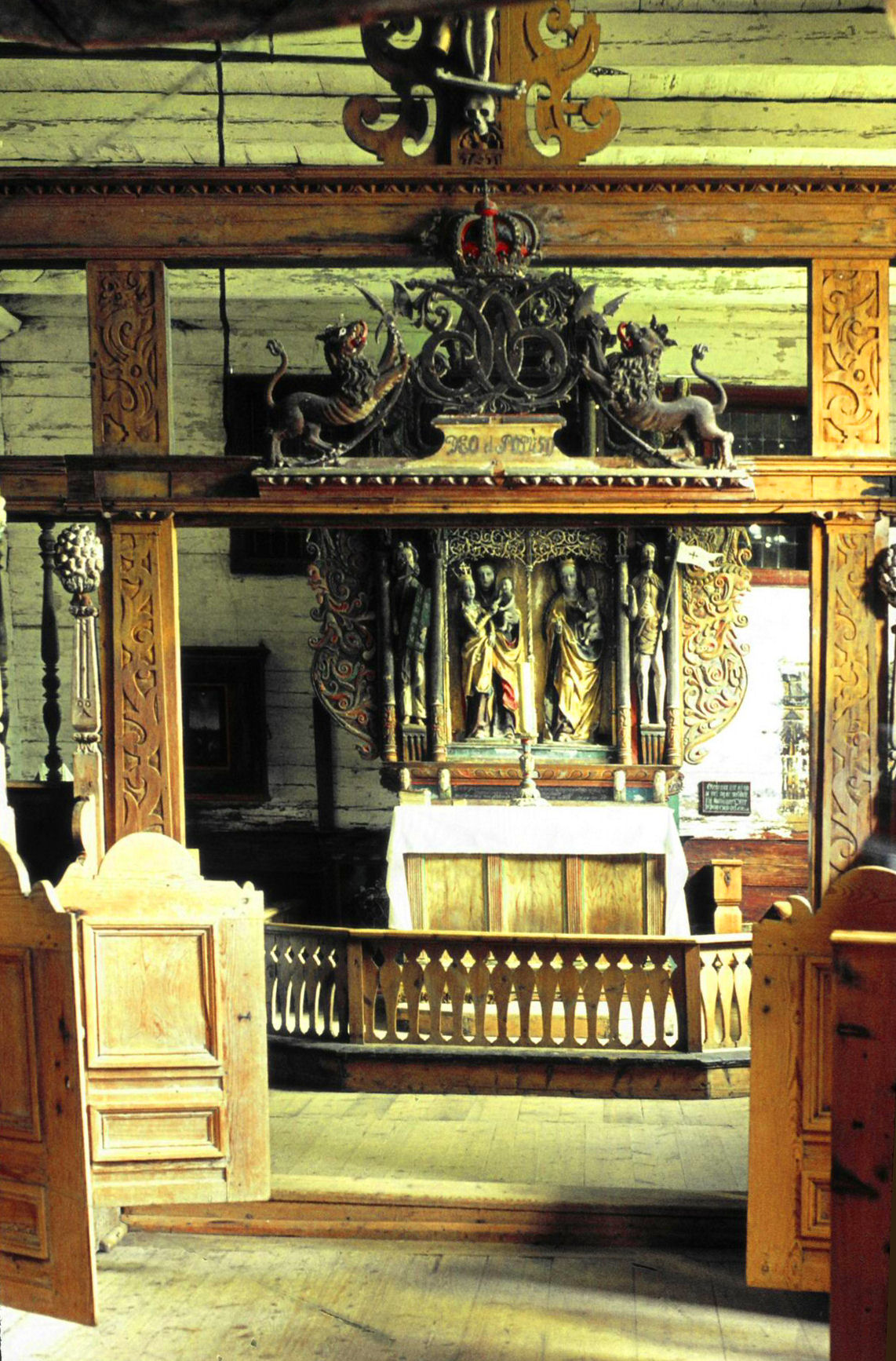
Sicht auf den Altar

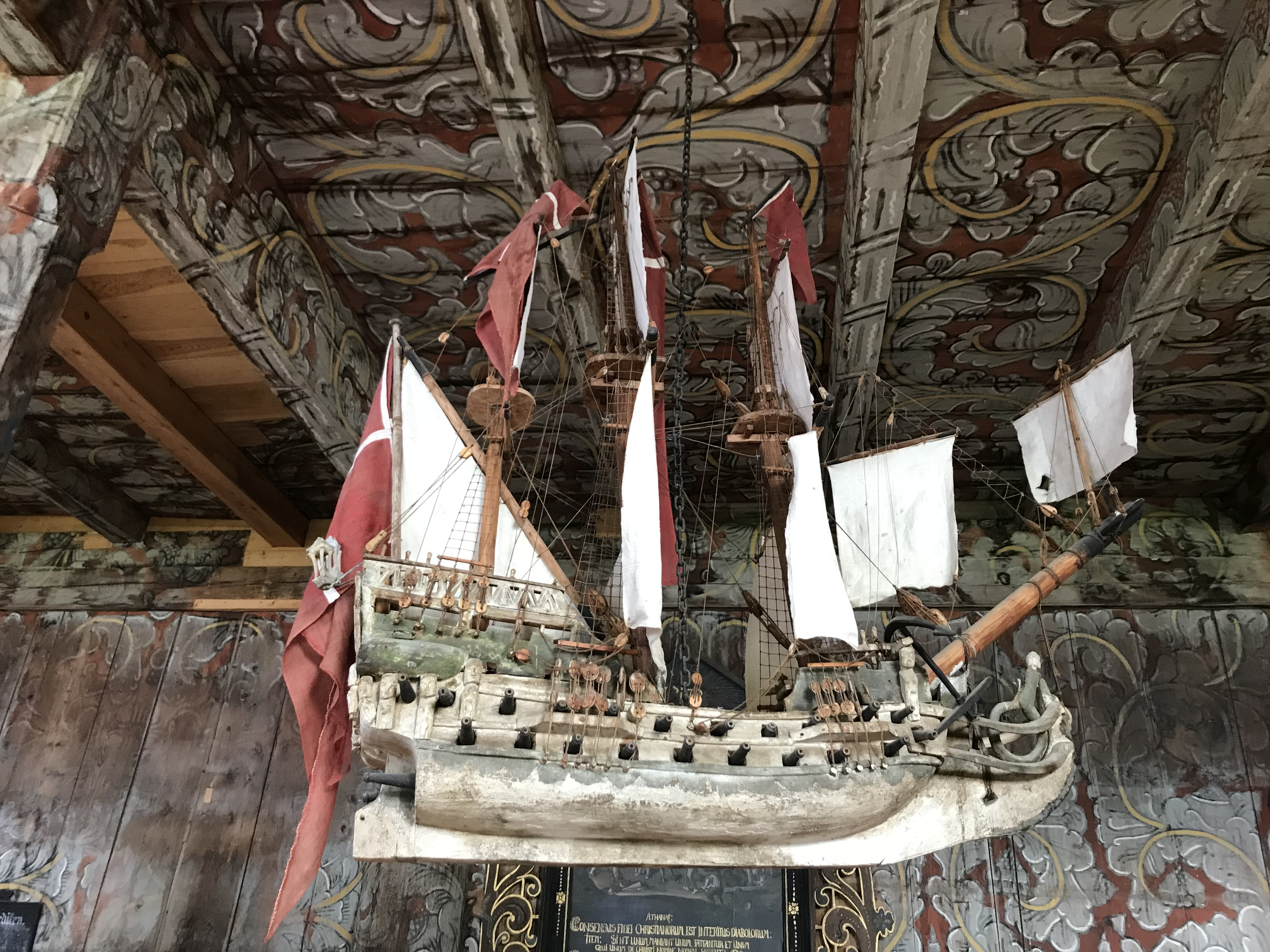
Karavelle aus dem 17. Jahrhundert

Die Stabkirche Kvernes ist eine norwegische Stabkirche auf der Insel Averøya zehn Kilometer südlich von Kristiansund der Provinz Møre og Romsdal.
Die Kirche wurde im Jahr 1432 erstmals urkundlich erwähnt, ist aber vermutlich deutlich älter. Sie war ursprünglich eine einschiffige Hallenkirche mit einem Chor in der Breite des Schiffes, wurde aber im 17. Jahrhundert stark umgebaut. 1633 wurden ein Chor und eine Sakristei in Blockbauweise hinzugefügt. Gleichzeitig wurde eine Taufkapelle vermutlich aus Material der früheren Kirche an das Westende der Kirche gebaut und sie bekam eine zusätzliche Außenbeschalung.
Auffälliges Merkmal der heutigen Kirche sind äußere diagonale Stützen. Wann diese dazugekommen sind, ist nicht bekannt. In der Mitte des Schiffes trägt ein Mast das Dach. Das Schiff wurde in den Jahren 1630 und 1650 reich mit Rankendekor bemalt. Die Turmglocke stammt von der Gießerei J. F. Weule. Die Kirche besitzt einen Schrein auf der Altartafel mit der Abbildung der Maria und ihrer Mutter und dem Kind Jesus.
Die Kirche gehört heute dem Altertumsverein Fortidsminneforeningen.
Auf der anderen Straßenseite befindet sich der Steinkreis Kvernes Tingsted.